# Dichotomanthes tristaniicarpa
Dichotomanthes tristaniicarpa är en rosväxtart som beskrevs av Wilhelm Sulpiz Kurz. Dichotomanthes tristaniicarpa ingår i släktet Dichotomanthes och familjen rosväxter.

## Underarter
Arten delas in i följande underarter:
- D. t. glabrata
- D. t. inclusa

## Bildgalleri

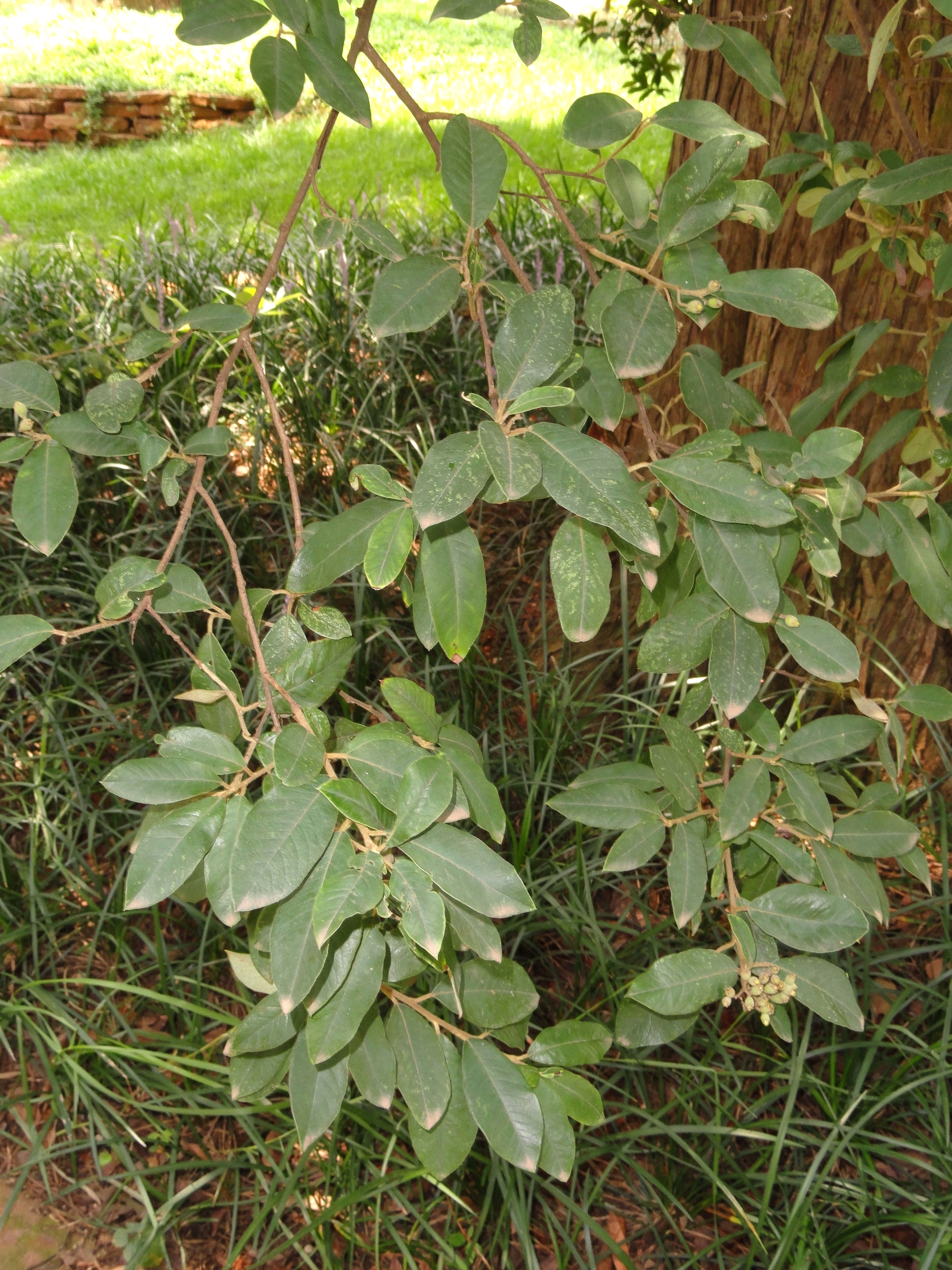
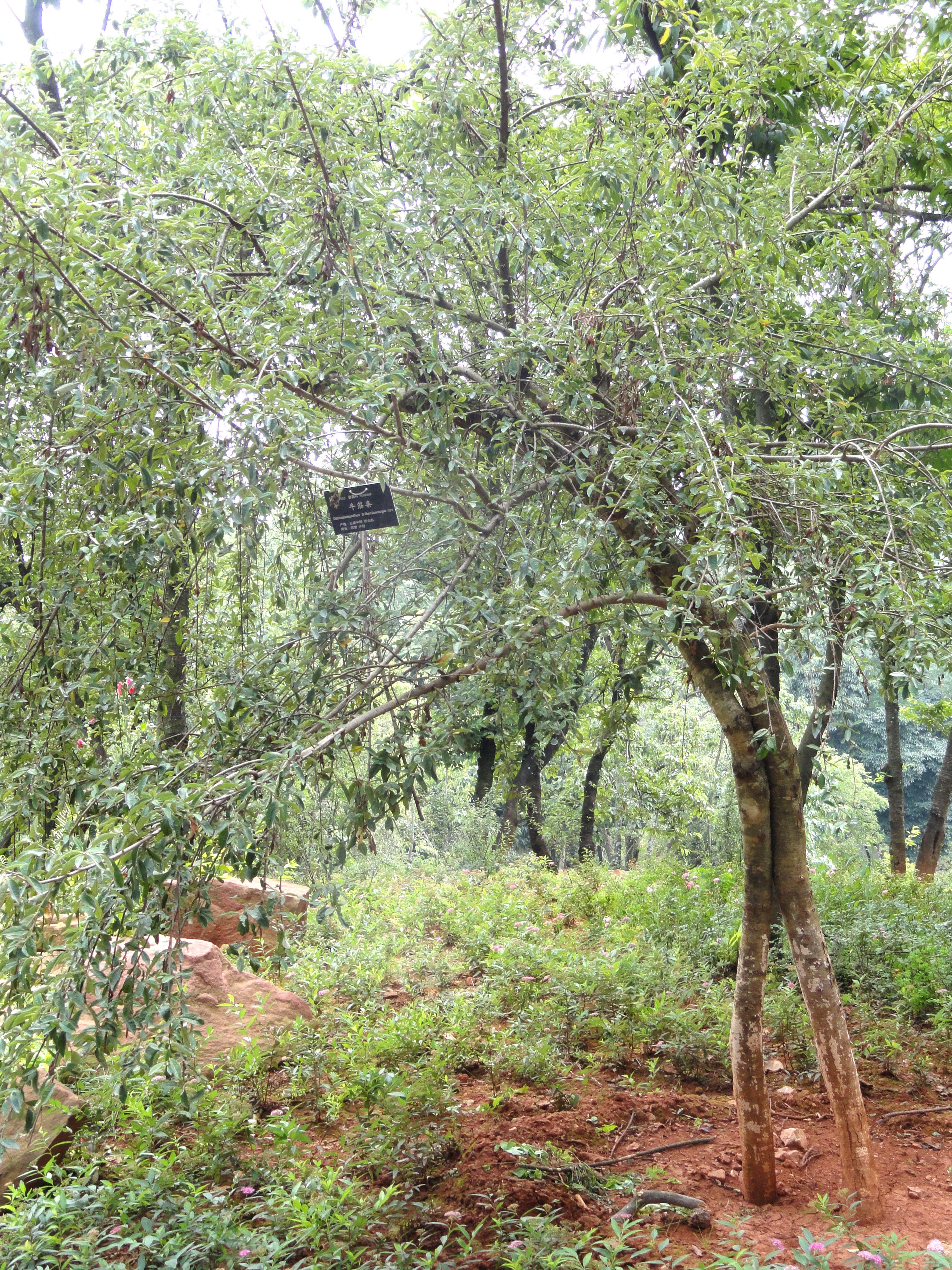